# Slovenië op het Eurovisiesongfestival 2008

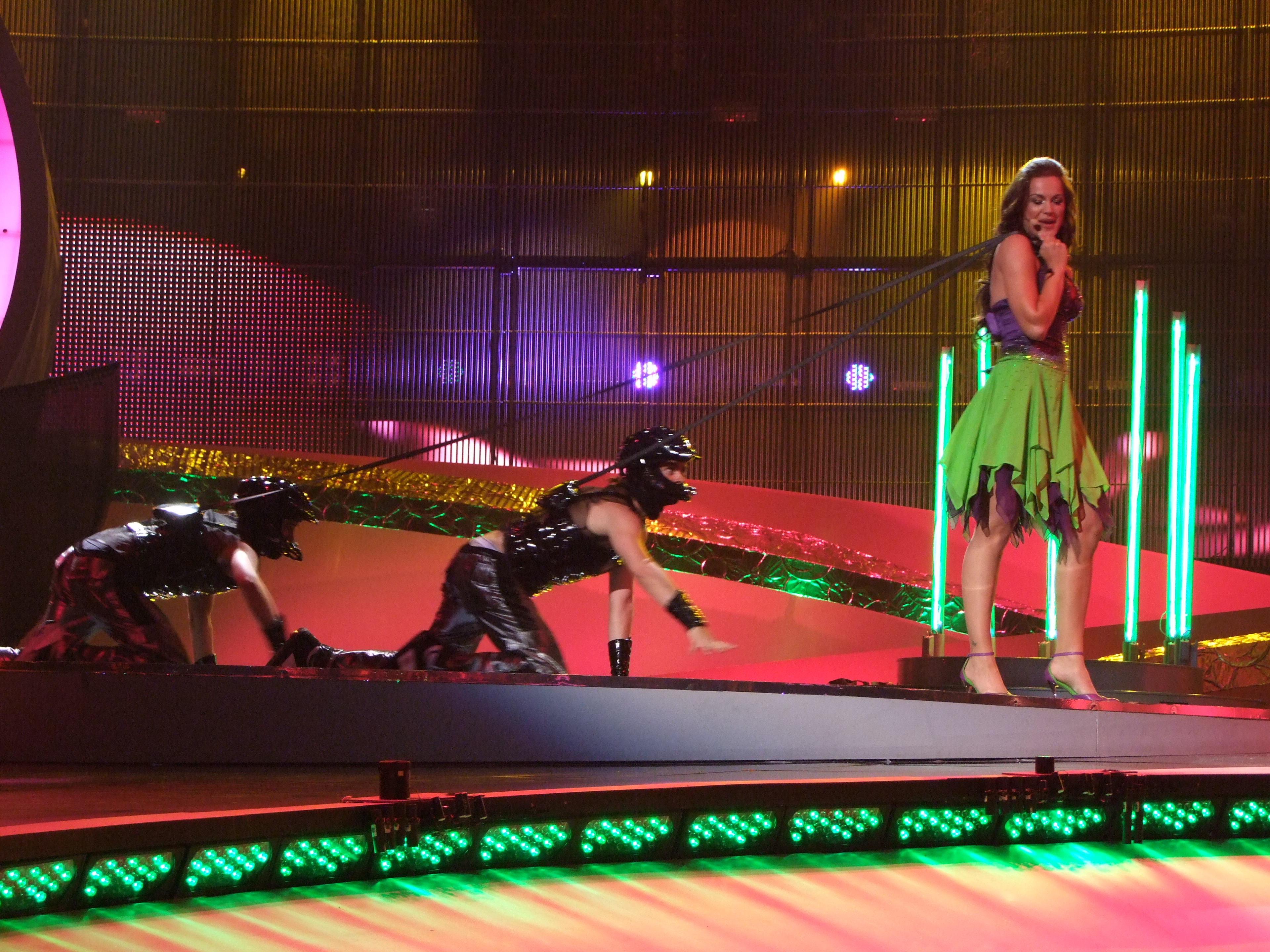
Rebeka Dremelj tijdens de eerste halve finale van het Eurovisiesongfestival 2008

Slovenië nam deel aan het Eurovisiesongfestival 2008 in de Servische hoofdstad Belgrado. Het was de 14de deelname van het land op het Eurovisiesongfestival. RTVSLO was verantwoordelijk voor de Sloveense bijdrage van de editie van 2008.

## Selectieprocedure
Om de kandidaat te selecteren die Slovenië zou vertegenwoordigen, werd er gekozen om een nationale finale te organiseren.
Er waren eerst twee halve finales met elk 10 kandidaten. De top-5 van elke halve finale stootte door.
In de finale werd de winnaar gekozen door 2 ronden van televoting.
Na de eerste ronde bleven de 2 beste over.
| Volgorde | Artiest             | Lied                      | Ronde 1 | Ronde 2 | Plaats |
| -------- | ------------------- | ------------------------- | ------- | ------- | ------ |
| 1        | Manca Špik          | "Še vedno nekaj čutim"    | 3432    | -       | 9      |
| 2        | Eva Černe           | "Dovolj"                  | 8044    | -       | 5      |
| 3        | Skupina Langa       | "Za svobodo divjega srca" | 21193   | 56428   | 2      |
| 4        | 4Play               | "DJ"                      | 9134    | -       | 4      |
| 5        | Johnny Bravo        | "Butn ..., butn!!!"       | 6192    | -       | 7      |
| 6        | Tina Gačnik - Tiana | "Povej!"                  | 4945    | -       | 8      |
| 7        | Cole in Predsednik  | "Dober Planet"            | 3189    | -       | 10     |
| 8        | Rebeka Dremelj      | "Vrag naj vzame"          | 12665   | 56823   | 1      |
| 9        | Turbo Angels        | "Zabava"                  | 7914    | -       | 6      |
| 10       | Brigita Šuler       | "Samara"                  | 9746    | -       | 3      |

## In Belgrado
In Servië trad Slovenië aan als 25ste in de halve finale, net na België en voor Turkije.
Op het einde van de avond bleek dat ze niet in de enveloppen zaten en bleek dat ze 36 punten verzameld hadden, goed voor een 11de plaats. Dit was net niet goed genoeg voor de finale.
België en Nederland hadden geen punten over voor deze inzending.

### Gekregen punten

#### Halve Finale
| 12 punten | 10 punten                            | 8 punten | 7 punten                                            | 6 punten                  |
| --------- | ------------------------------------ | -------- | --------------------------------------------------- | ------------------------- |
|           | - Bosnië en Herzegovina - Montenegro |          |                                                     |                           |
| 5 punten  | 4 punten                             | 3 punten | 2 punten                                            | 1 punt                    |
|           | - Armenië                            |          | - Griekenland - Israël - Moldavië - Polen - Rusland | - Azerbeidzjan - Roemenië |

### Punten gegeven door Slovenië

#### Halve Finale
Punten gegeven in de halve finale:
| 12 punten | Bosnië en Herzegovina |
| 10 punten | Montenegro            |
| 8 punten  | Griekenland           |
| 7 punten  | Rusland               |
| 6 punten  | Roemenië              |
| 5 punten  | Armenië               |
| 4 punten  | Israël                |
| 3 punten  | Finland               |
| 2 punten  | Noorwegen             |
| 1 punt    | Andorra               |

#### Finale
Punten gegeven in de finale:
| 12 punten | Servië                |
| 10 punten | Bosnië en Herzegovina |
| 8 punten  | Kroatië               |
| 7 punten  | Rusland               |
| 6 punten  | Griekenland           |
| 5 punten  | Armenië               |
| 4 punten  | Albanië               |
| 3 punten  | Israël                |
| 2 punten  | Oekraïne              |
| 1 punt    | Azerbeidzjan          |